# Cseburaska
Cseburáska vagy Csiburáska (oroszul: Чебура́шка) (kiejtéseⓘ) Eduard Uszpenszkij orosz író Krokodil Gena és barátai c. könyvének (1966) és az ennek alapján készült bábfilmek egyik főhőse. Az első film 1969-ben készült, és Roman Abelevics Kacsanov rendezte a mű címével azonos címmel.

## Jellemzői

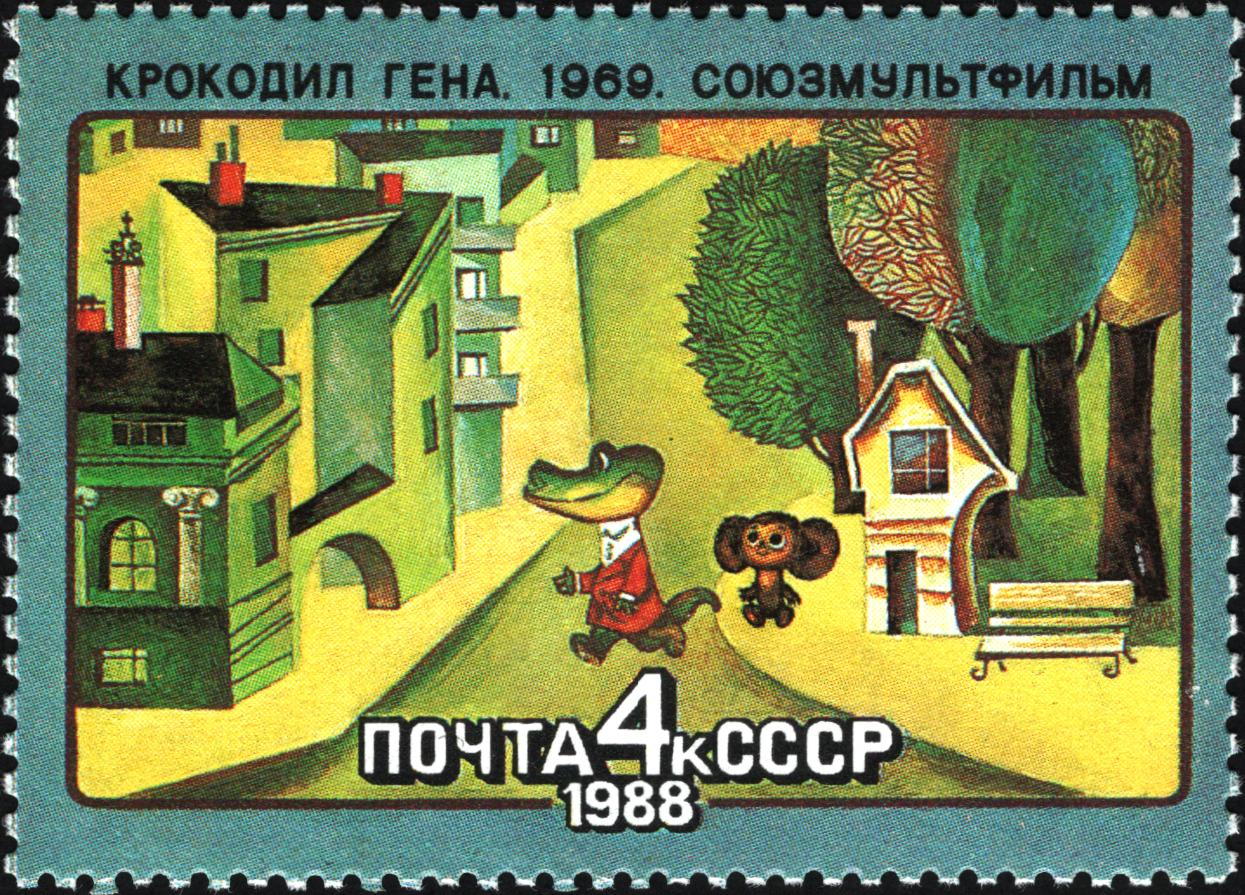
Szovjet postabélyegen (a krokodiltól jobbra levő alak)

Külsőleg így néz ki: egy közel a feje méretével azonos fülekkel rendelkező, barna plüssszőrmés, hatalmas szemű lény, aki a hátsó két tappancsán jár. A bábfilmekből ismert figura alkotója Leonyid Svarcman (Леонид Шварцман) volt.
A filmek roppant népszerű és önállóvá vált dalait Vlagyimir Jakovlevics Sainszkij szerezte. A dalszövegeket Jurij Entyin írta.
Külföldi forgalmazásában a bábu angolul a topple, svédül a drutten nevet kapta. A figura eredeti orosz neve egy igéből képzett kifejezés: чебурахнуться – zajjal elesni vagy odacsapódni, szabad fordításban Bukdács.
A könyv előszava szerint a szerzőnek gyerekkorában volt egy különös, foszlott játékállata, nagy, kerek sárga szemekkel, se nem medve, se nem nyúl, de erre is, arra is itt-ott hasonlított. Mint azt az író szülei is megerősítették, a lény forró trópusi vidékről származik. Egyszer bemászott egy doboz narancsba, ott elaludt és a gyümölccsel együtt így került egy üzletbe. Amikor felnyitották a dobozt, a lény kigurult és ébredezve bukdácsolt egy darabig, a boltos ezért Cseburáskának nevezte el.

## Filmek
A könyv motívumai alapján – Kacsanov rendezésében – összesen négy rövidfilm készült a Szovjetunióban:
- Krokodil Gena (1969)
- Cseburaska (1971)
- Sapokljak (1974)
- Cseburaska iskolába megy (1983)

### Japán változat
A Tokiói Nemzetközi Animációs Vásáron 2003-ban húsz évre megvásárolták a Cseburaska terjesztési jogait. 2009-től pedig Cheburashka Arere? címmel
a TV Tokyo huszonhat részesre tervezett saját sorozat készítésébe és sugárzásába fogott.

## Külső hivatkozások
- YouTube filmtalálatok